# Raffaello Petrucci
Raffaele o Raffaello Petrucci (Siena, 1472 – Roma, 11 dicembre 1522) è stato un cardinale e vescovo cattolico italiano.

## Biografia

Stemma dei Petrucci

Nacque a Siena nel 1472. Membro dei Petrucci, era figlio di Giacoppo Petrucci e nipote di Pandolfo. Fin dal 1494, anno della cacciata da Firenze della famiglia Medici, rappresentò in Siena il partito filo-mediceo, perorando il sostegno a Piero de' Medici e ai suoi tentativi di ritorno in patria. Lo seguì personalmente negli anni 1495-1497, curandone le trattative con la Repubblica di Siena finalizzate ad ottenerne il sostegno militare, in una fase in cui la Repubblica di Firenze doveva misurarsi con le ribellioni di Pisa, auto-proclamatasi Repubblica indipendente (1494) e di Montepulciano (1494) devolutasi a Siena, nonché con la campagna organizzata da Bartolomeo d'Alviano per conto della Repubblica di Venezia e mirata alla penetrazione nel Casentino (1496-1497).
Nel 1497 morì il padre e il 4 agosto fu eletto vescovo di Grosseto: la sua presenza in Siena fu sempre più discreta a causa del preponderare dello zio Pandolfo, il quale, dopo gli accordi sottoscritti tra la Repubblica di Siena e la Repubblica di Firenze nel 1498, finì per assumere il primato cittadino, esercitando il ruolo di "Primus" sia a livello istituzionale sia all'interno del Monte dei Nove. Politicamente, l'intesa tra le due Repubbliche sanciva la sconfitta sia della linea filo-veneziana di Niccolò Borghesi sia di quella filo-medicea di Raffaele Petrucci. Per questo, si trasferì a Roma presso il cardinale Giovanni de' Medici, rimanendo a lui legato negli anni dell'esilio mediceo, sotto i pontificati di Alessandro VI e di Giulio II.
L'elezione del cardinale Medici al Papato nel marzo 1513, gli dischiuse la possibilità di un più attivo ruolo nella politica pontificia; i dissidi sempre più aperti che contrapponevano i cugini Borghese ed Alfonso con Leone X, crearono le condizioni per una sua affermazione al primato cittadino e alla guida del partito novesco. Nel marzo dell 1516, con il sostegno pontificio e fiorentino, attuò un colpo di Stato che lo portò al potere, ma che, anche, per ragioni politiche, lo costrinse a comminare un bando d'esilio contro i cugini Borghese e Fabio, entrambi figli di Pandolfo Petrucci.
Nel concistoro del 1º luglio 1517, durante i confusi eventi relativi alla "congiura dei cardinali", il suo nome fu inserito fra le 31 nuove nomine cardinalizie volute da Leone X: il 26 dicembre dello stesso anno ricevette il titolo di Santa Susanna.
Il 14 marzo 1519 fu nominato amministratore apostolico di Bertinoro, mantenendo l'incarico un anno esatto. Successivamente fu nome anche abate commendatario di San Galgano. Il 6 febbraio 1520 fu eletto vescovo di Sovana, ritenendo sempre la diocesi di Grosseto.
Alla morte di Leone X, avvenuta nel dicembre 1521, dovette, unitamente ai governi amici del fiorentino cardinale Passerini e del perugino Gentile Baglioni, affrontare la campagna militare contro Francesco Maria Della Rovere, Orazio e Malatesta Baglioni e i noveschi senesi schierati con Fabio e Borghese Petrucci, i quali, riuscirono, nel gennaio 1522, ad assediare per breve tempo Siena, occupando anche qualche fortezza del contado.
Dal conclave che portò, il 9 gennaio 1522, all'elezione di Adriano VI, fu nominato tra i cardinali preposti ad accogliere il nuovo Pontefice proveniente dalla Spagna.
Sventato tale pericolo ed il successivo dell'aprile 1522, con cui Renzo da Ceri, sempre assoldato dai nemici dei Medici, tentò una nuova invasione dei territori della Repubblica, riuscì a confermarsi quale "moderatore" della politica senese fino alla morte, avvenuta l'11 dicembre dello stesso anno. Negli ultimi due anni (1520-1522) si avvalse dell'aiuto del cugino Francesco di Camillo Petrucci per governare Siena, soprattutto nei suoi momenti di assenza. È sepolto a Siena nella basilica di San Domenico.